# Atelopus petersi
Atelopus petersi är en groddjursart som beskrevs av Coloma, Lötters, Duellman och Miranda-Leiva 2007. Atelopus petersi ingår i släktet Atelopus och familjen paddor. IUCN kategoriserar arten globalt som akut hotad. Inga underarter finns listade.